# 九村镇
九村镇，是中华人民共和国云南省玉溪市澄江市下辖的一个镇。

## 行政区划
九村镇下辖以下地区：
九村、龙潭村、七江村和东山村。